# Kari Mäkinen
Kari Mäkinen (Pori, 5 gennaio 1955) è un arcivescovo luterano finlandese. Dal 6 giugno 2010 al 2018 è stato Primate della Chiesa evangelica luterana di Finlandia. È succeduto a Jukka Paarma.

## Biografia
È sposato con Eija Mäkinen, da cui ha avuto quattro figli nati nel 1981, 1984, 1988 e 1988.

## Pubblicazioni
- Hämärässä kypsyy aamu. Helsinki: Kirjapaja, 1986. ISBN 951-621-648-X. (collection of poems)
- Unelma jälkikristillisestä kulttuurista ja uskonnosta. Tulenkantajien oppositio kansankirkollista arvomaailmaa vastaan 1924–1930. Helsinki: Suomen Kirkkohistoriallinen Seura, 1989. ISBN 951-902-173-6.